# Уакизаши
Уакизаши (на японски език 脇差) – къс традиционен японски меч. Основно се използва от самураите и се носи на пояса. Дължината на острието е от 30 см до 61 см. Общата дължина – 50-80 см. Острието е едностранно заточено, леко изкривено. Уакизаши прилича по форма на катана. Обикновено е носен заедно с „катана“ в пояса на самурая.
В стара Япония меч с дължина на острието повече от две шяку (60,6 см.) се е смятал за катана, а под 2 шяку – за уакидзаши.
Уакизаши е изработван от дзукури, с различни форми и дължини, обичайно по-тънък от катана. Ръкохватката обичайно е с квадратно сечение.
Самураите използвали уакизаши в качество на оръжие тогава, когато катана бил недостъпен или неизползваем.
В ранните периоди от японската история, кинжалът танто бил носен вместо уакизаши. Влизайки в помещение, самураите оставяли катана при слугите или на катанакаке – специална двуредова дървена поставка. Уакизаши винаги носили при себе си като лично оръжие на самурая. Буши често наричали този меч „пазителя“.
Опитните самураи използвали уакизаши в бой като второ оръжие – за нанасяне на неочаквани удари. Катана бил държан в главната ръка и служил като основно оръжие.
Също така уакизаши бил използван за извършване на ритуално самоубийство – сепуку, ако в самурая отсъствал предназначен специално за тази цел кинжал кусунгобу.
За разлика от катана, който можели да носят само самураи, уакизаши бил разрешен за носене и от други хора. Бил използван като пълноценно оръжие от хора, които не могат да носят катана.